# 1955 ve filmu

## Události
- 22. června měl premiéru animovaný film Lady a Tramp, který se zařadil do pořadí jako patnáctý film v takzvané animované klasice Walta Disneyho.

## Nejvýdělečnější filmy roku
| Pořadí | Název                | Země   | Tržba (v dolarech) |
| ------ | -------------------- | ------ | ------------------ |
| 1.     | Lady a Tramp         | USA    | 100 250 000        |
| 2.     | Mister Roberts       | USA    | 21 200 000         |
| 3.     | Galapagos            | Norsko | 11 500 000         |
| 4.     | To Catch a Thief     | USA    | 8 750 000          |
| 5.     | Land of the Pharaohs | USA    | 1 500 000          |

## Ocenění

### Oscar
Nejlepší film: Marty
Nejlepší režie: Delbert Mann - Marty
Nejlepší mužský herecký výkon: Ernest Borgnine - Marty
Nejlepší ženský herecký výkon: Anna Magnani - The Rose Tattoo
Nejlepší mužský herecký výkon ve vedlejší roli: Jack Lemmon - Mister Roberts
Nejlepší ženský herecký výkon ve vedlejší roli: Jo Van Fleet - East of Eden

### Zlatý Glóbus
Drama
Nejlepší film: East of Eden
Nejlepší herec: Ernest Borgnine - Marty
Nejlepší herečka: Anna Magnani - The Rose Tattoo
Muzikál nebo komedie
Nejlepší film: Guys and Dolls
Nejlepší herec: Tom Ewell - The Seven Year Itch
Nejlepší herečka: Jean Simmons - Guys and Dolls
Jiné
Nejlepší režie: Joshua Logan - Piknik

## Narozeniny
- 6. leden - Rowan Atkinson, britský komik a herec
- 12. leden - Kirstie Alleyová, americká herečka
- 12. leden - Rockne O'Bannon, americký spisovatel, producent
- 18. leden - Kevin Costner, americký herec
- 16. březen - Isabelle Huppertová, francouzská herečka
- 17. březen - Gary Sinise, americký herec
- 19. březen - Bruce Willis, americký herec
- 1. duben - Annette O'Toole, americká herečka
- 23. duben - Judy Davisová, americká herečka
- 16. květen - Debra Winger, americká herečka
- 18. květen - Chow Yun-Fat, hongkongský herec
- 27. červen - Isabelle Adjani, francouzská herečka
- 22. červenec - Willem Dafoe, americký herec
- 4. srpen - Billy Bob Thornton, americký herec
- 27. srpen - Diana Scarwid, americká herečka
- 29. září - Benoît Ferreux, francouzský herec
- 13. listopad - Whoopi Goldberg, americká herečka

## Úmrtí
- 12. únor - Tom Moore, americký herec
- 7. duben - Theda Bara, americká herečka
- 5. srpen - Carmen Miranda, brazilská zpěvačka a herečka
- 30. září - James Dean, americký herec
- 1. říjen - Charles Christie, kanadský průkopník filmu a vlastník studia v Hollywoodu
- 22. listopad - Shemp Howard, americký herec a komik

## Filmové debuty
- James Dean
- Angie Dickinson
- Clint Eastwood
- Dennis Hopper
- Shirley MacLaine